# トーキョー国盗り物語
『トーキョー国盗り物語』（トーキョーくにとりものがたり）は、林真理子の小説。また、それを原作とするNHK『ドラマ新銀河』で放送されたテレビドラマ。

## あらすじ
大都会・東京で夢と希望と野心を抱いて暮らす3人のワーキング・ウーマンを主人公に、彼女達が繰り広げる友情と恋愛と仕事の青春模様を描き、現代女性の本音を浮き彫りにしていく。

## テレビドラマ
放送期間は1993年4月5日 - 5月6日。全20話。NHK『ドラマ新銀河』の第1作であり、以降この作品を含め54作品が制作された。また、総集編の「前編」「後編」が、それぞれ1993年9月18日と9月19日に放送された。

### キャスト
遠藤美保
演 - 沢口靖子
高宮絹
演 - 清水美砂
長岡笙子
演 - 荻野目洋子
遠藤悦子
演 - 吉行和子
室岡洋輔
演 - 高橋克実
倉田
演 - 北見敏之
その他
演 - 浅利香津代、剣幸、別所哲也、丹波哲郎、津島恵子、草笛光子、片桐はいり、大河内浩、岸部一徳

### スタッフ
- 現在・題字 - 林真理子[1]
- 脚本 - 布施博一[1]
- 音楽 - 宮川彬良[1]
- 演奏 - ミュージック・ランド
- タイトル画 - 青木稔
- アニメーション - 毛利厚
- 主題歌 - 伊豆田洋之「笑顔ひとつぶん」[1]
- 制作 - 八木雅次[1]、浅野加寿子[1]
- 美術 - 柳葉寿一[1]、青木聖和[1]
- 技術 - 沖中正悦
- 音響効果 - 西ノ宮金之助[1]、田中正男[1]
- 記録 - 津崎昭子
- 撮影 - 永野勇
- 照明 - 斉藤幸夫
- 演出 - 佐藤幹夫[1]、柴田岳志[1]
- 制作 - NHK